# Unitat (partit polític rus)
Unitat (en rus: Единство, Yedinstvo) va ser un partit polític rus conservador creat al setembre de 1999 i registrat el 15 d'octubre amb el suport del president Borís Yeltsin, el primer ministre Vladímir Putin i desenes de governadors russos amb la finalitat de respondre a l'aliança de Pàtria - Tota Rússia. Se li va donar l'apel·latiu de "Medved" (l'ós) o "medvedi" (óssos), a causa de l'acrònim "MeDvEd" del seu nom complet (Mezhregonalnoye Dvizhenie "Edinstvo"; Moviment interregional "Unitat"). Posteriorment el partit va adoptar com a símbol un ós bru.

## Història
L'ascens d'Unitat va ser meteòric pel breu període atès el curt període que va tenir per crear una identitat, planificar la seva estratègia de campanya i dur a terme els seus ambiciosos objectius. En aquest sentit, van fer pública una Declaració signada per 39 governadors que expressava la seva insatisfacció amb les picabaralles polítiques que tenien lloc a Rússia. El 24 de setembre de 1999 aquests mateixos governadors es van reunir per a formar el nou moviment electoral, amb el Ministre de Situacions d'Emergència Serguei Xoigú com a líder de partit.
El primer ministre Putin va recolzar la decisió, al·legant que podia contribuir a estabilitzar la situació política de Rússia. El 24 de novembre de 1999 va declarar davant els periodistes que ell, des del seu càrrec com a primer ministre, "no hauria de definir les seves preferències polítiques" respecte a les coalicions electorals sinó que votaria a Unitat "com un ciutadà corrent". Els candidats més descatats del partit en les eleccions a la Duma de 1999 eren Xoigú, el nou vegades campió mundial de lluita grecoromana Aleksandr Karelin i l'exoficial de policia Aleksandr Gurov. Unitat, sostinguda per un ampli suport popular a la Segona Guerra de Txetxènia, es va valer d'una campanya agressiva amb la finalitat de desacreditar a l'aliança Pàtria-Tota Rússia.
A part del suport a la guerra de Txetxènia, el partit no tenia una ideologia clara ni un programa definit.
Finalment, en les eleccions de 1999, el partit va aconseguir el 23,32% dels vots i 73 escons, la segona posició a la Duma. Posteriorment, es van unir deu escons més a la formació. El 12 de gener de 2000, el partit va triar a Borís Gryzlov com a nou líder de la seva formació.
L'any 2001, el partit va crear una aliança formal amb tres faccions representades a la Duma Estatal: els grups Pàtria-Tota Rússia (fins llavors principal rival) i Diputats del Poble i les Regions de Rússia, una aliança formada per diputats de districte uninominals que van evitar unir-se a cap dels partits. A l'abril del mateix any, Unitat i el moviment Pàtria-Tota Rússia van prendre la decisió d'unir-se en un únic partit polític, Rússia Unida, que esdevindria el principal partit del país en les següents dècades.

## Resultats electorals

### Eleccions legislatives
| Any  | Cap de llista | Vots       | %      | Escons   | +/- | Pos. | Estatus |
| ---- | ------------- | ---------- | ------ | -------- | --- | ---- | ------- |
| 1999 | Sergei Xoigú  | 15,549,182 | 23,32% | 73 / 450 | Nou | 2n   | Majoria |